# Modou Jobe
Alagie Modou Jobe (* 27. Oktober 1988 in Sanyang) ist ein gambischer Fußballtorwart.

## Karriere

### Verein
Jobe begann bei lokalen Vereinen mit dem Fußballspielen. Nach seiner ersten Station im Seniorenbereich bei Serrekunda United setzte er seine Karriere 2006 beim Hauptstadtklub Real de Banjul fort. Schon nach kurzer Zeit wurde er in die Nationalmannschaft berufen. Mit Real de Banjul gewann er dreimal die Landesmeisterschaft und einmal den nationalen Supercup.
2014 verließ er sein Heimatland und spielte für die senegalesischen Klubs ASC Niarry Tally und ASC Linguère. Es folgte ein zweijähriger Aufenthalt in Nigeria bei den El-Kanemi Warriors. Nach deren Abstieg aus der Nigeria Professional Football League 2019 wechselte Jobe nach Saudi-Arabien zum Jeddah Club. 2021 kehrte er für kurze Zeit in den Senegal zurück, wo er für die ASEC Ndiambour spielte. Im August 2021 unterschrieb er einen Vertrag für ein Jahr mit der Option für eine weitere Spielzeit beim südafrikanischen Zweitligisten Black Leopards aus Thohoyandou.

### Nationalmannschaft
Sein Debüt in der gambischen Nationalmannschaft gab Jobe am 16. Juni 2007 beim 0:0 im Qualifikationsspiel für den Afrika-Cup 2008 gegen Kap Verde.
In der ersten Runde der Qualifikation zum Afrika-Cup 2022 trug er im Rückspiel gegen Dschibuti durch zwei parierte Bälle im Elfmeterschießen maßgeblich zur späteren Qualifikation für das Turnier bei und wurde anschließend zum „Man of the Match“ gewählt. Zur Endrunde berief ihn Nationaltrainer Tom Saintfiet in das gambische Aufgebot.

## Erfolge
- Meisterschaft in der GFA League First Division: 2007, 2012 und 2014
- Gambischer Supercup: 2014